# Tango Maru
„Tango Maru” (pierwotnie „Rendsburg”) – statek towarowy oddany do służby w 1926 roku, pływający najpierw pod banderą niemiecką, a następnie pod banderami Holandii i Japonii.
W latach 1926–1940 pod flagą linii HAPAG pływał na trasach do Australii i na Daleki Wschód. W maju 1940 roku, po niemieckiej inwazji na Holandię, został zarekwirowany na wodach Holenderskich Indii Wschodnich. Pod nazwą „Toendjoek” pływał odtąd pod banderą holenderską. W marcu 1942 roku, w czasie japońskiej inwazji na Jawę, został samozatopiony w porcie Tanjung Priok. Po podniesieniu i wyremontowaniu pływał pod japońską banderą, a jego nazwę zmieniono na „Tango Maru”. 25 lutego 1944 roku został zatopiony na Morzu Balijskim przez amerykański okręt podwodny USS „Rasher”. Statek przewoził wtedy około 3,5 tys. pasażerów – jeńców wojennych i robotników przymusowych z Jawy – spośród których ponad 3 tys. poniosło śmierć.
„Tango Maru” jest zaliczany do grona tzw. piekielnych statków.

## Dane techniczne
Był statkiem towarowym o długości 137,25 metrów, szerokości 17,73 metrów i zanurzeniu 7,49 metrów. Jego pojemność wynosiła 6200 BRT.
Napęd zapewniały dwa silniki opalane ropą naftową, o łącznej mocy 993 NHP. Statek był wyposażony w jedną śrubę.

## Historia

### Przebieg służby
Budowę jednostki rozpoczęto w 1925 roku w stoczni Vulcan-Werke Hamburg und Stettin AG w Hamburgu . Do służby weszła w lutym następnego roku pod nazwą „Rendsburg”.
Statek był budowany na zamówienie linii okrętowych Deutsch-Austral und Kosmos-Linien (DADG). W 1926 roku doszło jednakże do fuzji DADG z liniami Hamburg-Amerikanische Packetfahrt-Actien-Gesellschaft (HAPAG). W konsekwencji „Rendsburg” pod flagą HAPAG obsługiwał odtąd trasy żeglugowe na Daleki Wschód oraz do Australii .
10 maja 1940 roku, gdy nazistowskie Niemcy dokonały inwazji na Holandię, „Rendsburg” znajdował się na wodach Holenderskich Indii Wschodnich. Miejscowe władze natychmiast zajęły statek. W październiku tegoż roku został oddany do dyspozycji linii Nederlandsch Indische Maatschappij Voor Zeevaart N. V. i przemianowany na „Toendjoek” .
2 marca 1942 roku, podczas japońskiej inwazji na Jawę, statek został samozatopiony przez załogę przy nadbrzeżu portu Tanjung Priok w Batawii. W sierpniu 1942 roku został podniesiony z dna przez Japończyków. Między latem 1942 roku a wiosną 1943 roku przechodził naprawy i modernizację. Po ich zakończeniu został oddany do dyspozycji linii żeglugowych Iino Kaiun Kaisha. Jego nazwę zmieniono na „Tango Maru” .
W kolejnych miesiącach pływał w konwojach, m.in. między wybrzeżem Chin a Wyspami Japońskimi oraz na Wyspy Riukiu i Malaje .
19 września 1943 roku tajfun uderzył w konwój nr 192, w którego składzie „Tango Maru” płynął z Moji na Wyspy Riukiu. W konsekwencji „Tango Maru” wraz z czterema innymi statkami osiadł na mieliźnie w pobliżu wyspy Amami Ōshima .

### Zatopienie
24 lutego 1944 roku w porcie w Surabai na „Tango Maru” zaokrętowano około 3,5 tys. osób. Byli to w większości robotnicy przymusowi (Rōmusha) pochodzący z Jawy. Obok nich na statku znalazło się kilkuset jeńców wojennych. Prawdopodobnie byli to Indonezyjczycy – żołnierze holenderskich wojsk kolonialnych .
Jeszcze tego samego popołudnia „Tango Maru” wyruszył w rejs . Towarzyszył mu statek „Ryūsei Maru”, którym podróżowało około 6,6 tys. japońskich żołnierzy. Eskortę tego niewielkiego konwoju stanowiły trałowce W-8 i W-11 oraz pomocniczy ścigacz okrętów podwodnych „Takunan Maru nr 5”. Celem rejsu był Ambon.
Dzięki złamaniu japońskich szyfrów amerykański wywiad radiowy był w stanie śledzić ruchy konwoju. Tego samego dnia, w którym wypłynął z Surabai, amerykańskie dowództwo skierowało w celu jego przechwycenia dwa okręty podwodne: USS „Raton” i USS „Rasher”.
25 lutego około godziny 17:30, gdy konwój znajdował się w odległości około 25 mil morskich na północ od Bali, oba amerykańskie okręty nawiązały z nim kontakt: „Raton” radarowy, a „Rasher” wzrokowy . Pod osłoną zmierzchu i szkwału ten drugi zdołał zająć dogodną pozycję do ataku. O godzinie 19:43 odpalił w kierunku „Tango Maru” cztery torpedy, z których trzy dosięgły celu. Statek zatonął w ciągu pięciu minut. Wraz z nim zatonęło ponad 3 tys. jeńców i Rōmusha.
Nieco ponad półtorej godziny później „Rasher” zatopił „Ryūsei Maru”. Wraz ze statkiem zatonęło 4998 japońskich żołnierzy i marynarzy. Tym samym na dwóch statkach zatopionych przez „Rashera” zginęło tego dnia łącznie około 8 tys. osób. Był to jeden z najbardziej zabójczych ataków podwodnych w historii wojen morskich.

## Pamięć
„Tango Maru” jest zaliczany do grona japońskich „piekielnych statków” (ang. Hellships), które upamiętniono w obrębie tzw. Japanese Prison Ships Memorial Garden znajdującego się na terenie National Memorial Arboretum w brytyjskim Alrewas.